# Islamofobi i Sverige
Islamofobi i Sverige behandlar förekomsten av islamofobi i Sverige. Artikeln behandlar inställningen till Islam i Sverige under historien. Diskrimineringen på arbetsmarknaden, segregation och perspektivet om muslimer som de andra i undervisningen, hur media har skildrat muslimer och islam i Sverige. Behandlingen i rättssystemet och slutligen inom politiken. Artikeln avslutas med ett avsnitt om hatbrott mot muslimer.

## Historik
I början av 1500-talet var inställningen i Sverige till islam övervägande negativ och religionen framställdes som fatalistisk, fanatisk, våldsam, grym och aggressiv. En populär målning från samma århundrade avbildar Sankt Kristoffer som bär Jesus som barn på axeln och räddar honom från vattnet där påven och Muhammed drunknar. Målningen var riktad mot katolicismen och porträtterade påven och Muhammed som falska profeter. Turkar användes ofta synonymt med muslimer, som i en bönebok av Caspar Melissander från 1609 står det: " “Sweet Lord Jesus Christ, keep us from the Turk, the Tattar, the Pope and all sects”." Dekret under 1600-talet gjorde utövandet av islam olagligt, liksom alla andra religioner utanför Svenska kyrkan. År 1734 fastställdes medlemskap i Svenska kyrkan som en förutsättning för medborgarskap, och alla som inte var lutheraner kunde förbjudas inresa till landet.
Under 1700-talet förbättrades den allmänna opinionen gentemot den muslimska världen med kontinuerlig kontakt med det Osmanska riket. Kung Karl XII gjorde undantag från de tidigare nämnda medborgarskapslagarna år 1718, vilket gav muslimska och judiska migranter från det Osmanska riket rätten att utöva sin religion. Opinionen gentemot islam och muslimer försämrades återigen i början av 1900-talet med nationalismens och orientalismens framväxt i Sverige. Ärkebiskop Nathan Söderblom, lärare och mentor för flera av de ledande svenska orientalistiska forskarna, hade en nedsättande syn på islam. Söderbloms attityder hade betydelse för den akademiska diskursen. Få svenska forskare vid den tiden hade egna kopplingar till muslimer. Ändå utförde flera av de svenska orientalisterna vid den här tiden verkligt vetenskapliga verk. Det gäller till exempel Tor Andræ och K. V. Zetterstéen. Islam var deras primära studieområde och Andræs verk om Muhammed citeras än idag som god vetenskap av muslimska och icke-muslimska forskare.
Efter andra världskriget fick konceptet mångkulturalism stöd bland den svenska allmänheten och den svenska statsledningen. På 1980-talet blev islams närvaro synlig i det svenska samhället genom turkar som arbetskratsinvandrat, kurder som flytt och en större flyktingemigration under Iran–Irak-kriget. Den muslimska invandringen möttes av blandade reaktioner. I slutet av 1980-talet började extremistiska främlingsfientliga grupper i Sverige rikta in sin främlingsfientlighet på muslimer som ett allvarligt samhällsproblem. Krisen i svensk ekonomi på 1990-talet gjorde slut på behovet av arbetskraftsinvandrare och allmän opinion blev mer kritisk till invandring.
Håkan Hvitfelt genomförde undersökningar på 1990-talet för att undersöka den svenska allmänhetens attityder till islam. Han fann att majoriteten av svenskarna hade en ganska eller mycket negativ inställning till islam och ansåg islam vara oförenlig med demokrati, kvinnoförtryckande och expansiv till sin natur. Hvitfelt hävdade att media i hög grad var ansvarigt för dssa negativa attityder. Attityderna gentemot islam och muslimer i slutet av 1990-talet och början av 2000-talet har förbättrats, men enligt Otterbeck var och är fördomarna fortfarande stora.

## I anställning
En studie från december 2008 av Jens Agerström och Dan-Olof Rooth vid Kalmar universitet undersökte svenska företags attityder till muslimer som sökte arbete, När det gällde produktivitet menade 78 %  av intervjupersonerna implicit att arabisk-muslimska män hade lägre produktivitet in infödda män, men bara 12 % uppgav att arabiska män presterar sämre än infödda svenska män. När arbetsgivare direkt tillfrågades om de föredrar infödda svenska framför arabisk-muslimska män när de anställde personal, sa hälften av dem att de gjorde det. 
En studie från 2007 av Moa Bursell vid Stockholms universitet drog slutsatsen att jobbansökningar med namn som uppfattades som etniskt svenska hade dubbelt så stor chans att bli kallade till intervju jämfört med ansökningar från personer med utländskt klingande namn, trots identiska kvalifikationer. En nyare studie från 2012 som använde arabiskklingande namn och svenskklingande namn, och justerade för att göra arabiskklingande sökande mer kompetenta och karismatiska, fann att ansökningar med svenskklingande namn fortfarande fick fler återuppringningar.
En rapport från 2013 av Swedish Muslims in Cooperation Network, har kallat omfattningen av diskriminering av muslimer på arbetsmarknaden för alarmerande.

## Inom utbildning
Forskning innefattade undersökningar av ungdomars attityder till islam i skolan redovisade att de som gick tredje året på gymnasiet var mer positivt inställda till islam än de i lägre årskurser. De som kände någon muslim personligen hade en mer positiv inställning. Ungdomar födda i Sverige var mer negativt inställda än de födda utomland. Barn till akademiker eller föräldrar med högre tjänsteyrken var mer positiva. Ungdomar med högre betyg och bättre trivsel i skolan var mer positiva. Eleverna på individuella program har en stark negativ inställning till muslimer. Rapporten skriver
"Granskning av undervisningsmaterial kan också ses som ett preventivt arbete. Det som hittills gjorts i Sverige är begränsat, men visar att det finns en hel del fördomar som sprids i skolböcker och bidrar till både antisemitism och islamofobi."
Otterbeck och Bevelander skriver att läroböckerna i religionskunskap bygger på ett vi- och dom perspektiv där kristenheten är norm och övriga religioner och trosinriktningar betraktas som främmande. Sett ur ett sociokulturellt perspektiv framträder här en islamofobisk diskurs i skolan.
En annan studie från 1993 var Kjell Härenstams doktorsavhandling Skolboks-islam : analys av bilden av Islam i läroböcker i religionskunskap. Avhandlingen är det svenska bidraget som svar på en islamiska vetenskapsakademin vid Universitetet i Köln initiativ till ett europeiskt forskningsprojekt Islam in Textbooks. Avsikten var att belysa den bild av islam som olika  europeiska länders läroböcker ger. Härenstam drog slutsatsen att läroböcker ofta framställer islam som "militaristisk". SOU 206:40 redigerad av Lena Sawyer och Masoud Kamali från 2006 visade att skolornas läroböcker beskrivs andra religioner än kristendom, som de andra, främmande och avvikande och islam beskrivs som en monolitisk religion där det bara finns en uppfattning Koranen. Man skriver inte om olika tolkningar av koranen som gett upphov till olika grupper inom islam. Masoud Kamali redigerade SOU 2006:73 Den segregerade integrationen där den misslyckade integrationen beskrivs.  Zahra Bayati visade att segregation i samhället ofta rekonstrueras i utbildning, till exempel i sammansättningen vid grupparbeten då invandrarelever kan segregeras,

## I media
Ylva Brune uppsats Diskriminering i Nyheterna och Bladet  i SOU  2006:21 drog slutsatsen att invandrare och muslimer i synnerhet möter skildringar i media där de framställs som "andra" och beskrivs med stereotyper ofta kopplade till våldsamma unga män med invandrarbakgrund. Den statliga myndigheten Diskrimineringsombudsmannen publicerade en rapport 2015 där man i slutsatsen skrev:
Även om inte alls alla artiklar i materialet handlar om våld eller beskriver muslimer som våldsamma, så är det totala intrycket av materialet att nästan allting som 9 skrivs om islam och muslimer på något sätt är förknippat med problem. Det kan vara spänningar i samhället, eller att ”positiva” artiklar skrivs ur en negativ utgångspunkt,

## I rättssystemet
Det finns inga lagar i Sverige som direkt riktar sig mot muslimer, men antiterroristlagen från 2003, som i Sverige infördes sent och på EU:s initiativ. 
Denna lagstiftning har främst kommit till på grund av Sveriges folkrättsliga och EU-rättsliga förpliktelser. Ytterligare förändringar i det svenska regelverket kommer som en följd av ett EU-direktiv om terrorism, som nyligen har antagits
Enligt SVT hade 2011 26 personer gripits och 15 häktats enlig lagstiftningen mellan 2003 och 2011. 7 dömdes i tingsrätten men bara 2 blev dömda i hovrätten. Situationen vad gäller fällande domar har förändrats sedan 2011 vilket framgår av ett examensarbete. Chefen för åklagarkammaren för säkerhetsmål Tomas Lindstrand menade att sju domar i tingsrätten av elva åtalade pekar på att det funnits skäl för åtal. Författaren och journalisten Jan Guillou menade att:
Terrorlagarna gäller bara folk som heter Mohammed, det gäller inte för vita.
Anarkosyndikalisterna verkar inte hålla med Jan Guillou utan ser lagstiftningen som repressiv och även riktad mot vänsterorganisationer.
Brottsförebyggande rådet publicerade en rapport 2008 där de drog slutsatsen att muslimer har mindre utsikter att få en objektiv behandling i brottmål. Informanter i studien uttryckte att det finns en tendens att misstro muslimska misstänkta, särskilt om de är män. Studien fann att stereotyper mot muslimer finns i alla delar av det svenska rättssystemet.

## I politiken
Enligt den amerikanska journalisten J. Lester Feder är invandringskritiker i Sverige ofta rädda för att de muslimska invandringen ska leda till att "nationen [kommer att] kollapsa under tyngden av muslimsk invandring". Feder skrev sin artikel  i maj 2017 efter Donald Trumps yttrande 
You look at what’s happening last night in Sweden. … They took in large numbers [of immigrants]. They’re having problems like they never thought possible.
I artikeln skildrar Feder den högernationalistiska rörelsen i Sverige som en viktig inspiratör internationellt genom vit makt musik redan på 1990-talet. Han skildrar sedan framväxten av alternativa medier på internet, som han menar har växt fram som alternativ till traditionella politiskt korrekta medier i Sverige. Bland dessa nämner han forumet Flashback som redan 2007 hade trådar som diskuterade invandrares brott riktade mot svenskar. Han tar sedan upp internetmedierna Avpixlat och Fria tider.  Feder menar att dessa invandrarkritiska medier har haft stor betydelse för påverkan på den svenska politiken och  i Sverigedemokraternas växande popularitet. Islamofobi har varit ett stort inslag deras invandrarkritik.
Svenska Akademiens utdelning av Nobelpriset i litteratur till Peter Handke, blev kritiserat för att han skulle ha förnekat folkmordet av muslimer i Bosniska. Journalisten Peter Maass på New York Times skrev en kritisk essä att att nobelpriskommittén därigenom tagit ställning för förnekande av folkmords. Men Maas slutsats är att dra rätt långtgående slutsatser med ett svagt faktaunderlag. Handke fick inte nobelpriset för att han förnekat folkmordet i Srebrenica utan för sin litteratur. Handke har inte förnekat händelsen i  Srebrenica men kallar den för brodermord istället för folkmord.  

Utvecklingen under senare år har präglats av den politiska historien förSverigedemokraterna. De blev redan vid valet 2018 ett stort parti i riksdagen och 2022 blev de näst största partiet i riksdagen. Partiet har varit kritisk mot massinvandringen och islamfientliga  Jimmy Åkesson skriver i en debattartikel i Aftonbladet den 19 oktober 2009 
dagens mångkulturella svenska maktelit är så totalt blind för farorna med islam och islamisering” ....... ”Som sverigedemokrat ser jag detta [islam och islamisering] som vårt största utländska hot sedan andra världskriget .....,

## Hatbrott
Antalet polisanmälningar 2022 av brott av typen hatbrott uppgick till 2 695 stycken. Vissa ärenden hade flera hatbrott som motiv så totalt  identifierade 2 834 motiv till hatbrott varav de vanligaste var  främlingsfientliga och rasistiska hatbrott  som utgjorde 53 procent och hatbrott mot religiösa grupper utgjorde16 procent. Hbtqi-relaterade hatbrott  utgjorde 2022 tolv procent och ungefär 8 % var islamofobiska. Ofredande, hets mot folkgrupp och skadegörelser dominerade medan misshandel utgjorde 8 procent.

### Brandattentat mot moskéer i Sverige
Den första  moskén som byggdes i Sverige 1975, Ahmadiyyamoskéen i Göteborg väckte ingen större uppmärksamhet men under de tjugo åren från 1997 till 2017 har vandalism och hatbrott riktade mot moskéer varit återkommande händelser.
En mordbrand mot Malmö moské ägde rum 2003, vilket skadade moskén och totalförstörde andra byggnader på Islamiska centret. En annan attack ägde rum i oktober 2005.

En serie mordbränder ägde rum under en vecka i slutet av 2014 mot tre moskéer i Sverige. Händelsen skapade Sverige rubriker i världen. Ordföranden för Sveriges Islamiska Förbund Omar Mustafa sätter händelsen i samband med en växande fientlighet mot invandrare  från det  nationalistiska partiet Sverigedemokraterna.
"Klimatet i Sverige är mycket allvarligt just nu och islamofobin blir starkare. Och det är inte bara på internet, det här händer i verkliga livet"
 
Under en vecka utbröt bränder i Eslöv, Eskilstuna och Uppsala rapporterade nättidning The Local Branden i Eskilstuna visade sig inte vara ett attentat. Moskeerna blev inte bara utsatta molotovcocktails utan vissa moskéer vandaliserades också med rasistisk graffiti. Efter brandattentaten mot moskéer i slutet av 2014 hängde många svenskar utklippta pappershjärtan på de hotade moskéerna för att visa sin solidaritet med svenska muslimer så det visar att det också fanns de som tog avstånd från det antimuslimska våldet. Imam Ali-moskén i Järfälla, Sveriges största shiamoské, brandskadades svårt  i maj 2017 i en mordbrand.
Det finns en doktorsavhandling i sociologi Anti-Muslim Violence and the Possibility of Justice  där Marta Kolankiewicz behandlar islamofobiska brott och hur de har behandlats i domstolar. Hon menar att domstolarna ofta bortser från hatbrottsmotivet i sina domar. I avhandlingen jämför hon två rättsfall rörande moskébränder. Hon finner att för att dömas för hatbrott ska förövaren ge klart uttryck för sitt hatbrottsmotiv eller tillhöra en organisation som ger uttryck för islamofobi. Vissa muslimer har utsatts för våld på grund av sin religion. År 1993 knivhöggs två unga somaliska invandrare och en lokal moské i staden brändes ner. Nikola Barber behandling i Fokus on Sweden av fallet med de två somaliska invandrarna ger samma bild av att domstolarna inte behandlar hatbrottsmotivet  Polisen däremot uttryckte att förövarna av knivdådet var motiverade av rashat.Tryckfrihetssällskapet är en antimuslimsk lobbygrupp som blev känd 2012, då en av deras ledande medlemmar attackerade två muslimska kvinnor med antimuslimska svordomar utanför ett sjukhus i Malmö. Han dömdes för förolämpningar men inte för hatbrott.

### Bränder vid boende för flyktingar
Räddningstjänsten larmades varje år till minst ett 20-tal bränder i flyktingboenden 2012-2014.  2015 steg räddningstjänstens insatser till 78 bränder och 2016 insatserna 39 stycken till och med 15 maj. Antalet bränder ökade i slutet av 2015 och under 2016. I statistiken redovisas endast bränder eller brandtillbud som räddningstjänsten har varit larmade till. Bränder som räddningstjänsten inte blev lamade till ingår inte. Med flyktingboenden avses de i bruk samt även planerade boenden. En tredjedel av bränderna vid dessa boenden bedöms vara anlagda på något sätt. 2015 ökade andelen anlagda bränder medan andelen bränder orsakade av våda minskade lite. Osäkerhet gäller för bränder utan fasställd brandorsaker. 2015 ökade antalet  bränder anlagda utifrån till 16 mot endast 1 brand andra år. Bränder anlagd utifrån har anlagts av person utanför byggnaden. Antändning har skett av utanför byggnad eller har  brinnande föremål eller vätska kastats in i byggnaden via fönster eller andra öppningar. Antalet av anlagda bränder utifrån dominerar de flyktingboenden som ännu var obebodda medan gruppen anlagd inifrån naturligt nog var redan bebodda flyktingförläggningar. Hälften av bränderna spred sig aldrig. 2015 spred fler bränder sig vidare inom utrymmet där de startade eller till hela byggnaden. Fakta talar för att fler allvarliga brandattentat ägde rum mot tomma flyktingboenden under flyktingkrisen 2015, men myndigheten väljer att också mena att en ökad rapportering också kan vara orsak till den statistiska ökningen
Rasmus Paludan partiledare för det danska högerextrema partiet Stram Kurs sökte under  april 2022  tillstånd för flera möten med avsikt att bränna Koranen. Paludans möten med koranbränning möttes med våldsamma kravaller på sex platser i Sverige. 300 poliser skadades och många bilar sattes i brand. De tvingades på vissa platser överge planerna efter att våldsamma sammandrabbningar utbrutit. Demonstranter kastade stenar mot polisen och satte eld på bilar under evenemanget. Över 40 personer greps av polisen, medan några poliser och demonstranter också skadades. Saudiarabien kritiserade handlingen och kallade den för "avsiktligt missbruk av den heliga Koranen av vissa extremister i Sverige, samt provokation och uppvigling mot muslimer". Under den så kallade Korankrisen inträffade många bränningar av koraner men ingen i Sverige bosatt svensk medborgare brände någon Koran så det är tveksamt om detta kan ses som islamofobiska handlingar utförda av svenskar. Möjligen var de gåvor som Salwan Momika mottog efter sina koranbränningar ett uttryck för islamofobi hos svenskar.